# Aurélien Tchouaméni
Aurélien Tchouaméni (* 27. ledna 2000 Rouen) je francouzský profesionální fotbalista, který hraje na pozici defenzivního záložníka za španělský klub Real Madrid a za francouzský národní tým.

## Klubová kariéra

### Bordeaux
Tchouaméni s fotbalem začal v lokálním SJ D'Artigues, odkud se v roce 2011 přesunul do FC Girondins de Bordeaux. V prvním týmu debutoval 26. července 2018 v utkání 2. předkola Evropské ligy proti lotyšskému FK Ventspils, v záložní řadě Bordeaux působil po boku Jaroslava Plašila. V Bordeaux odehrál celkem 25 ligových zápasů, dalších 12 přidal v Evropské lize, kde Bordeaux vypadlo v základní skupině, když skončilo na 3. místě s tříbodovou ztrátou na pražskou Slavii.

### AS Monaco
V lednu 2020 přestoupil do Monaka, kde podepsal smlouvu na 4 a půl roku.
V utkání 3. předkola Ligy mistrů 2021/22 proti pražské Spartě vstřelil ve 37. minutě gól, a když se pak na něj u sparťanského „kotle“ snesla sprška rasistických urážek, bylo utkání na několik minut přerušeno.

## Reprezentační kariéra
Tchouaméni pravidelně reprezentoval Francii od kategorie do 16 let. Trenér Sylvain Ripoll Tchouaméniho nominoval na Mistrovství Evropy ve fotbale hráčů do 21 let 2021, kde odehrál všechna 4 utkání.

## Úspěchy

### Individuální
- Tým roku Ligue 1 podle UNFP – 2020/21[3]